# Gemaal Oosterpolder
Het gemaal Oosterpolder is een gemaal in de Noord-Hollandse plaats Hoorn.

## Geschiedenis
Het gemaal werd in 1953 gebouwd in opdracht van het toenmalige waterschap Oosterpolder. Het gebouw werd in traditionalistische stijl ontworpen door het Technische Adviesbureau van de Unie van Waterschapsbonden (Tauw). In het gemaal werden twee pompen geplaatst, die eerder in het kader van Marshallplan in Zeeland dienst hadden gedaan. De pompen worden aangedreven door elektromotoren. Het gemaal zorgt voor de afwatering van het gebied van de vroegere Oosterpolder en loost het water via uitstroomkokers op het Markermeer. Gelijktijdig met de bouw van het gemaal werd ook een dienstwoning gerealiseerd. In 1975 werd het complex uitgebreid met een tweede gemaal. Van dit gemaal wordt de schroefpomp aangedreven door een dieselmotor. In het kader van de dijkversterking tussen Hoorn en Enkhuizen werden in 2009 de uitstroomkokers van het gemaal verlengd.
Het gemaal is volgens de Nederlandse Gemalen Stichting een goed voorbeeld van de zogenaamde wederopbouwarchitectuur. Het goed vormgegeven complex verkeert in goede staat en is daarmee een voorbeeld van een middelgroot poldergemaal. De huidige eigenaar is het Hoogheemraadschap Hollands Noorderkwartier.
Het hoofdgebouw uit 1953 is op 30 oktober 2018 aangewezen als gemeentelijk monument. Tot de bescherming behoort alleen het hoofdgebouw en het daarbij horende interieur.